# Берија (Павија)
Берија је насеље у Италији у округу Павија, региону Ломбардија.
Према процени из 2011. у насељу је живело 158 становника. Насеље се налази на надморској висини од 103 м.